# Them Crooked Vultures
I Them Crooked Vultures sono un supergruppo musicale rock alternativo formatosi a Los Angeles, California nel 2009. Il gruppo è composto dal batterista Dave Grohl (Nirvana, Queens of the Stone Age, Foo Fighters, Probot), dal cantante e chitarrista Josh Homme (Queens of the Stone Age, Kyuss, Eagles of Death Metal) e dal bassista e tastierista John Paul Jones (Led Zeppelin). Dal vivo, il gruppo è supportato dal chitarrista Alain Johannes (Queens of the Stone Age, Eleven).

## Storia del gruppo
Una collaborazione tra Homme, Jones e Grohl è stata menzionata pubblicamente da quest'ultimo in un'intervista del 2005 concessa a Mojo. In un post del 2019 sulla sua pagina Facebook, Jimmy Page ha suggerito che avrebbe potuto far parte della formazione, in base alle conversazioni che aveva con Grohl. Dopo aver scoperto che il nome Caligula era già stato preso, i membri scelsero arbitrariamente Them Crooked Vultures, un nome privo di significato.
Nel luglio 2009 la rivista britannica NME ha rivelato che il trio si era trovato a Los Angeles per cominciare le registrazioni all'album di debutto. Intorno allo stesso periodo, la moglie di Homme, Brody Dalle, ha commentato: «Non sono libera di parlarne [...] ma penso che [il progetto] sia piuttosto sorprendente. Solo beats e suoni mai sentiti prima».
I Them Crooked Vultures hanno debuttato al Metrò di Chicago il 9 agosto 2009, durante il quale si sono esibiti esclusivamente con materiale originale per un totale di 80 minuti. Dieci giorni più tardi hanno debuttato in Europa al Melkweg di Amsterdam, per poi tenere concerti in altri eventi europei come il Pukkelpop e il Lowlands Festival, fino a giungere alla Brixton Academy di Londra in qualità di artisti d'apertura ai Arctic Monkeys. Il mese di agosto si è concluso al Festival di Reading e Leeds il 28 e 29. A ottobre e dicembre hanno invece intrapreso due tournée rispettivamente nell'America del Nord e nel Regno Unito come headliner.
L'omonimo album di debutto è stato pubblicato il 17 novembre 2009 nel mercato statunitense e canadese.
Nel settembre 2022 il trio si è riunito per i due concerti tributo dedicati alla prematura scomparsa del batterista dei Foo Fighters Taylor Hawkins: allo stadio di Wembley hanno suonato Gunman e le cover di Goodbye Yellow Brick Road di Elton John e Long Slow Goodbye dei Queens of the Stone Age, mentre allo KIA Forum hanno ripreso lo stesso set ma proponendo Dead End Friends al posto di Gunman. In entrambe le esibizioni al gruppo si sono uniti Greg Kurstin alla tastiera e Alain Johannes alla chitarra.

## Stile musicale
I Them Crooked Vultures sono stati descritti come un gruppo hard rock e rock alternativo. Secondo Louder, le sonorità del trio sono piene «di elementi che derivano da generi come sludge metal, noise rock, grunge, stoner rock, il tutto con un generoso pizzico di sensibilità da classico rock psichedelico».

## Formazione
Attuale
- Josh Homme – voce, chitarra (2009-presente)
- John Paul Jones – basso, tastiera, cori (2009-presente)
- Dave Grohl – batteria, cori (2009-presente)

Turnisti
- Alain Johannes – chitarra, basso, tastiera, cori (2009-presente)

## Discografia

### Album in studio
- 2009 – Them Crooked Vultures

#### Singoli
- 2009 – New Fang
- 2009 – Mind Eraser, No Chaser